# Dorothea Schröder
Dorothea Schröder (Cuxhaven, 25 april 1957) is een Duitse musicologe. Ze is gespecialiseerd in orgelbouw en barokopera en schreef meerdere boeken over barokmuziek. 

## Leven
Schröder studeerde musicologie en kunstgeschiedenis in Hamburg. Nadat ze in 1986 in Hamburg haar doctoraat in de filosofie en haar habilitatie in 1996 had behaald, gaf ze daar les als privé-docent en sinds 2008 als hoogleraar historische musicologie.

## Werken (selectie)
- Die geistlichen Vokalkompositionen Johann Georg Albrechtsbergers. Twee delen. Muziekuitgeverij Wagner, Hamburg 1987 (dissertatie, Universiteit van Hamburg).
- (met Hans Joachim Marx): Die Hamburger Gänsemarkt-Oper. Katalog der Textbücher (1678-1748). Laaber-Verlag, Laaber 1995, ISBN 3-89007-268-2 .
- Zeitgeschichte auf der Opernbühne. Barockes Musiktheater in Hamburg im Dienst von Politik und Diplomatie (1690–1745). Göttingen 1998, ISBN 3-525-27900-0 .
- Spaziergänge durch das musikalische London. Zürich 1999, ISBN 3-7160-2236-5 .[3]
- Georg Friedrich Händel . München 2008, ISBN 978-3-406-56253-2 .
- Maria Aurora von Königsmarck. Eine schwedische Gräfin aus Stade. Stade 2011, ISBN 978-3-87697-100-1 .
- Johann Sebastian Bach. Beck, München 2012, ISBN 978-3-406-62227-4 .
- Carl Philipp Emanuel Bach. Ellert & Richter, Hamburg 2014, ISBN 978-3-8319-0562-1 .[4]

- Gemeinsame Normdatei: 128443596
- International Standard Name Identifier: 0000 0000 8146 443X
- Library of Congress Control Number: n87893260
- Nationale Bibliotheek van Letland: 000026304
- Nationale Bibliotheek van Tsjechië: mzk20191059623
- Nationale Bibliotheek van Israël: 987007401525405171
- Système universitaire de documentation: 061635901
- Virtual International Authority File: 66630665